# Die Geschichte des Dr. Jekyll & Mr. Hyde (1968)
Die Geschichte des Dr. Jekyll & Mr. Hyde (The Strange Case of Dr. Jekyll and Mr. Hyde) ist ein US-amerikanisch-kanadischer Fernsehfilm aus dem Jahr 1968. Regie führte Charles Jarrott. Die Titelrolle des Horrorfilms nach der Novelle Der seltsame Fall von Dr. Jekyll und Mr. Hyde von Robert Louis Stevenson spielte Jack Palance.

## Handlung
Der ehrgeizige Dr. Henry Jekyll sucht verbissen nach einem Weg, um das Böse in der menschlichen Seele zu isolieren.
In seinem Labor glaubt Dr. Jekyll das richtige Serum gefunden zu haben und testet es im Selbstversuch. Von starken Schmerzen und Krämpfen geschüttelt, verliert er das Bewusstsein und kommt erst am nächsten Morgen in seinem Bett wieder zu sich.
Bei seinen Versuchen, die Ereignisse des vergangenen Abends zu rekonstruieren, kommt er in die Spelunke von Tessie O’Toole, wo ein Mann namens Edward Hyde, der dem Doktor entfernt ähneln soll, so ausgelassen gefeiert hat, dass die hübschen Tänzerinnen noch am nächsten Tag von ihm schwärmen.
Jekyll kehrt in sein Labor zurück und überarbeitet die Mixtur nochmals und kann sich fortan an alles erinnern, was nach der Einnahme passiert. In der nächsten Zeit kommt Mr. Hyde sehr häufig in das Etablissement. Da die Tänzerin Gwyn es ihm besonders angetan hat, mietet er ihr eine Wohnung im Stadtteil Soho.
Der ekstatische Rausch der Freiheit, den Dr. Jekyll ob seines Doppellebens genießt, weicht schon bald grausamer Ernüchterung und bitteren Schuldgefühlen, denn der von Sitte, Moral und Anstand unberührte Mr. Hyde wird immer unkontrollierbarer: Eines Abends schlägt er Dr. Lanyon, mit dem Jekyll einen Disput hatte, brutal zusammen, entstellt im Streit Gwyns eifersüchtigen Exfreund und bringt mehrere von dessen Kumpanen zu Tode, als diese ihn verfolgen.
Wegen Körperverletzung und Mord gesucht, muss Hyde verschwinden, doch dann beginnt Jekyll, sich auch ohne das Elixier spontan zu verwandeln, so auch bei Gwyn. Diese hatte zuvor mit Jekyll angebandelt, als dieser sie reumütig besuchte, um die ihr von Hyde zugefügten Misshandlungen zu versorgen. Der von Eifersucht getriebene Hyde erwürgt sie schließlich, wird dabei jedoch von Mr. Stryker, dem Apotheker, der Dr. Jekyll mit Chemikalien versorgt, beobachtet.
Jekylls Lage verschlimmert sich von Stunde zu Stunde, denn er braucht immer größere Dosierungen seines Serums, um Jekyll zu bleiben. Er versucht, mehr davon herzustellen, jedoch wirken die neuen Mischungen nicht, zumal der verzweifelte Jekyll herausfindet, dass eine der Originalzutaten minimal verunreinigt war, was zufällig zu dem Verwandlungseffekt geführt hat. Jekyll versucht daher, bei Stryker Nachschub von der Originalzutat zu bekommen. Als dieser sich jedoch den delikaten Zustand des Doktors zunutze machen will und ihn erpresst, bricht Hyde abermals hervor und bringt ihn um.
Schließlich ist das Elixier aufgebraucht und Dr. Henry Jekyll hat aufgehört zu existieren. Nun versucht Mr. Hyde, George Devlin, einen Freund Jekylls, dem er sich anvertraut, als letzten lebenden Eingeweihten zu töten, wird bei dem Versuch jedoch von Devlin selbst erschossen.

## Auszeichnungen
1968 wurde Tessie O’Shea als beste Nebendarstellerin in einem Drama für den Emmy nominiert.

## Hintergrund
Der Film sollte ursprünglich in den USA mit Jason Robards in der Titelrolle gedreht werden. Nachdem diese Produktion jedoch abgebrochen worden war, wurde das Projekt nach Kanada verlegt und Jack Palance übernahm die Hauptrolle. Während der Dreharbeiten brach er sich den linken Arm. Bei genauem Beobachten der letzten Szenen fällt auf, dass Mr. Hyde ausschließlich mit dem rechten Arm agiert.
Das Mr. Hyde–Make up stammt von Oscarpreisträger Dick Smith. Um sein Erscheinungsbild als Dr. Jekyll sympathischer zu gestalten, korrigierte er Palance’ gebrochene Nase mit einem subtilen Maskenteil. Auch der Look von Mr. Hyde wurde von Grund auf überarbeitet. Während Robards’ Make-up große Ähnlichkeit mit dem von John Barrymore aus der Stummfilmfassung von 1920 hatte, entsprach die neue Maske eher den Zügen eines Satyrs.